# Kuningaküla
Koordinaten: 59° 7′ N, 27° 48′ O
Kuningaküla ist ein Dorf (estnisch küla) in der Landgemeinde Alutaguse (bis 2017 Illuka). Es liegt im Kreis Ida-Viru (Ost-Wierland) im Nordosten Estlands.

## Beschreibung
Das Dorf hat 25 Einwohner (Stand 2011).
Es liegt am Narva-Fluss, der die Staatsgrenze zwischen Estland und Russland bildet.